# PGC 1541265
LEDA/PGC 1541265 (auch NGC 6043B) ist eine Linsenförmige Galaxie vom Hubble-Typ S0 im Sternbild Herkules am Nordsternhimmel. Sie ist schätzungsweise 419 Millionen Lichtjahre von der Milchstraße entfernt und hat einen Durchmesser von rund 35.000 Lichtjahren. Sie gehört zum Herkules-Superhaufen und bildet gemeinsam mit NGC 6043 ein gravitativ gebundene Galaxienpaar.
Im selben Himmelsareal befinden sich u. a. die Galaxien NGC 6045, NGC 6047, IC 1172, IC 1179.
Das Objekt wurde  am 27. Juni 1886 vom US-amerikanischen Astronomen Lewis A. Swift entdeckt.